# Старое кладбище (Пинск)
Старое кладбище — старейшее и самое известное кладбище Пинска. Включает католические, православные и иудейские захоронения гражданских и военных лиц. На нём похоронены белорусские и польские религиозные, культурные и общественно-политические деятели.

## История

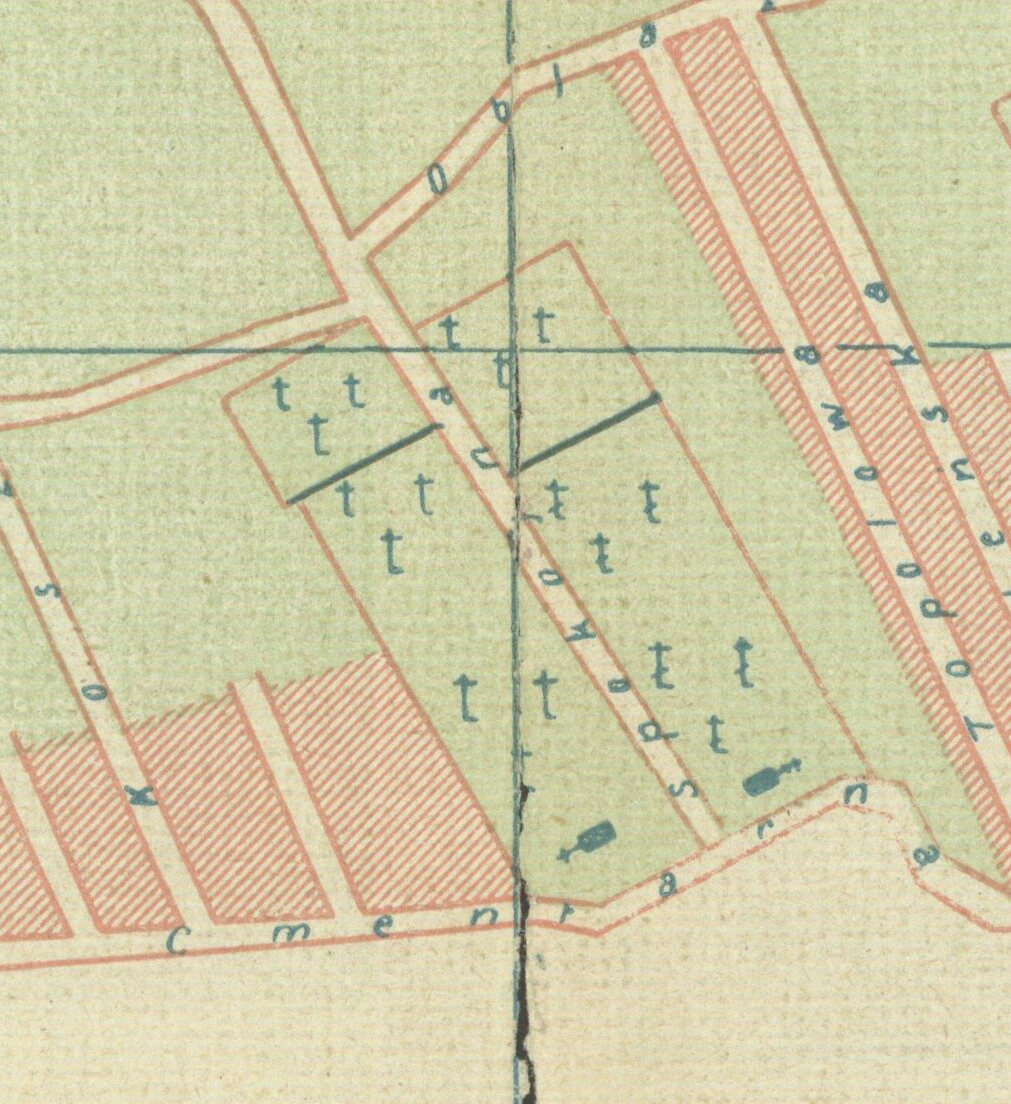
Кладбище на межвоенном плане города

Первые захоронения на кладбище относятся к началу XIX века. Католические и православные захоронения были разделены проездом, вошедшим впоследствии в состав улицы Спокойной. Некоторые надгробия и ограды XIX и начала XX веков выполнены из драгоценных материалов на высоком художественном уровне и представляют собой произведения искусства пинских скульпторов, резчиков по камню, литейщиков и кузнецов.
На кладбище располагался деревянный Костёл Скорбящей Богородицы, построенный в 1820 году. Он сгорел в начале 1980-х годов. На месте бывшего костёла поставлен крест, возле которого каждый год 1 ноября собираются верующие для совместной молитвы.
В 1823 году был построен деревянный православный храм в стиле классицизма, просуществовавший до 1980-х гг. От него сохранились две кирпичные колонны крыльца.

## Захоронения
На кладбище похоронены представители известных родов Огинских, Бутримовичей, Орды, Скирмунта, мать известного польского журналиста Рышарда Капущинского, мать архитектора Ивана Жолтовского, отец епископа Пинской епархии Казимир Букраба.
На кладбище имеются русские и немецкие захоронения периода Первой мировой войны, польские гарнизонные захоронения.
Среди других выдающихся деятелей, похороненных на старом кладбище, — священники, служившие в Пинске в 1920-х и 1930-х годах, сподвижники первого епископа Пинского диоцеза Зигмунда Лозинского. Это, например, отец Леон Святополк-Мирский, который был священником Пинского собора и генеральным викарием Пинского диоцеза, отец Витольд Данилевич-Чачот, профессор, дядя епископа Лазинского.

### Могилы известных людей
- Витольд Данилевич-Чачот (1846—1929) — архиерей, профессор.
- Владимир Григорьевич Канареев (1915—1973) — Герой Советского Союза (1945).
- Гортензия Орда (1808—1894) — сестра Наполеона, жена Александра Скирмунта.
- Дмитрий Михайлович Минеев (1916—1954) — Герой Советского Союза (1945).
- Герман Иванович Пучков (1923—1981) — Герой Советского Союза (1946).
- Леон Святополк-Мирский (1871—1925) — святитель, настоятель Пинского кафедрального собора, генеральный викарий Пинского диоцеза.
- Хелена Скирмунт (1827—1874) — белорусская художница и скульптор.
- Казимир Скирмунт (1824—1880) был владельцем имений Колодное и Рухча.
- Констанция Скирмунт (1852—1933) — белорусский журналист и историк.
- Женевьева Пусловских (1852—1936), дочь графа Вандолина Пусловского, жена виленского губернского предводителя дворянства Адама Платера-де-Броель.

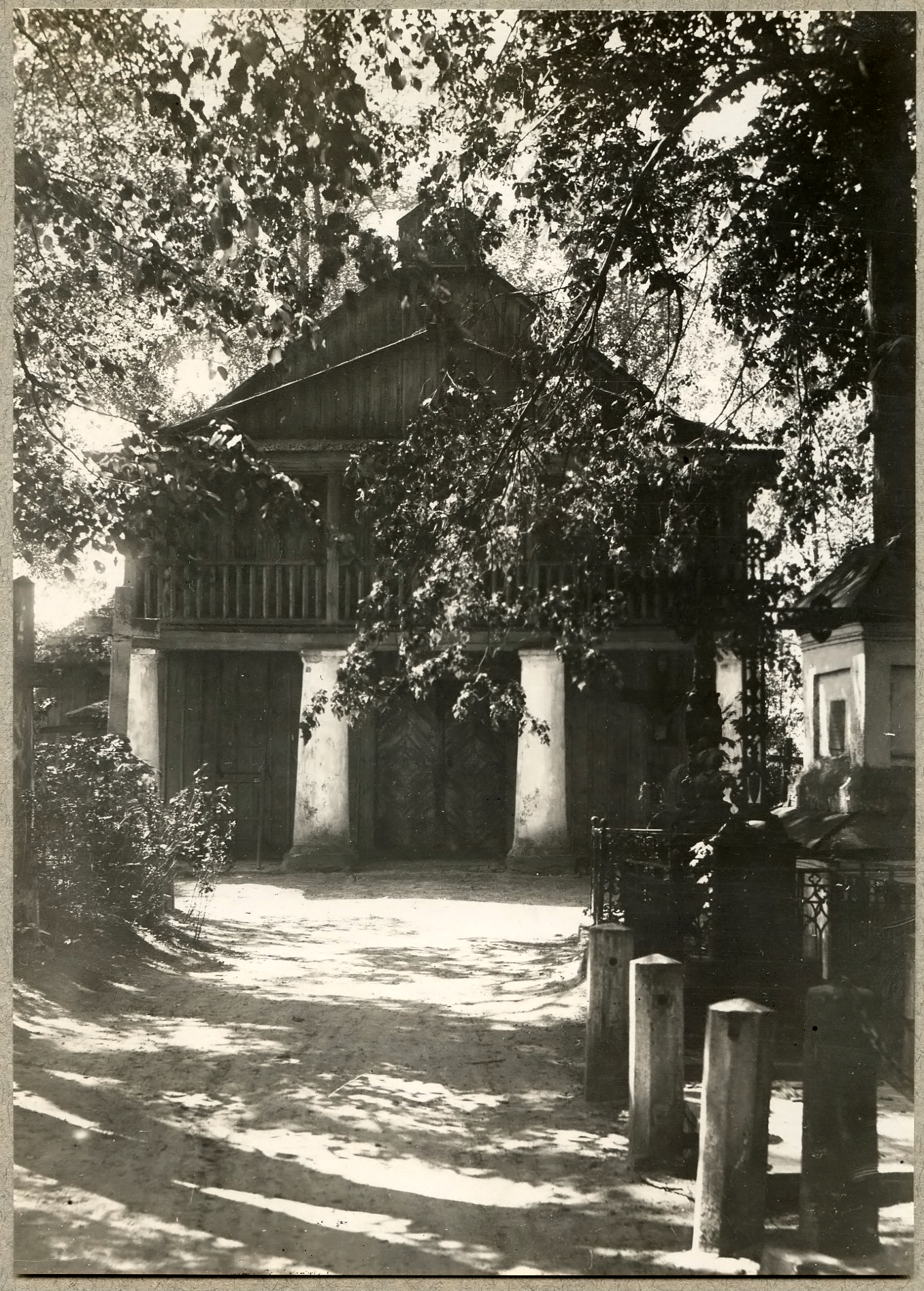
Церковь Скорбящей Богоматери. 1921 год
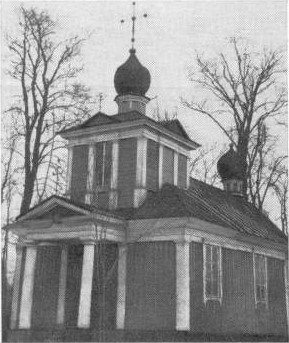
Церковь на кладбище. 1980-е годы
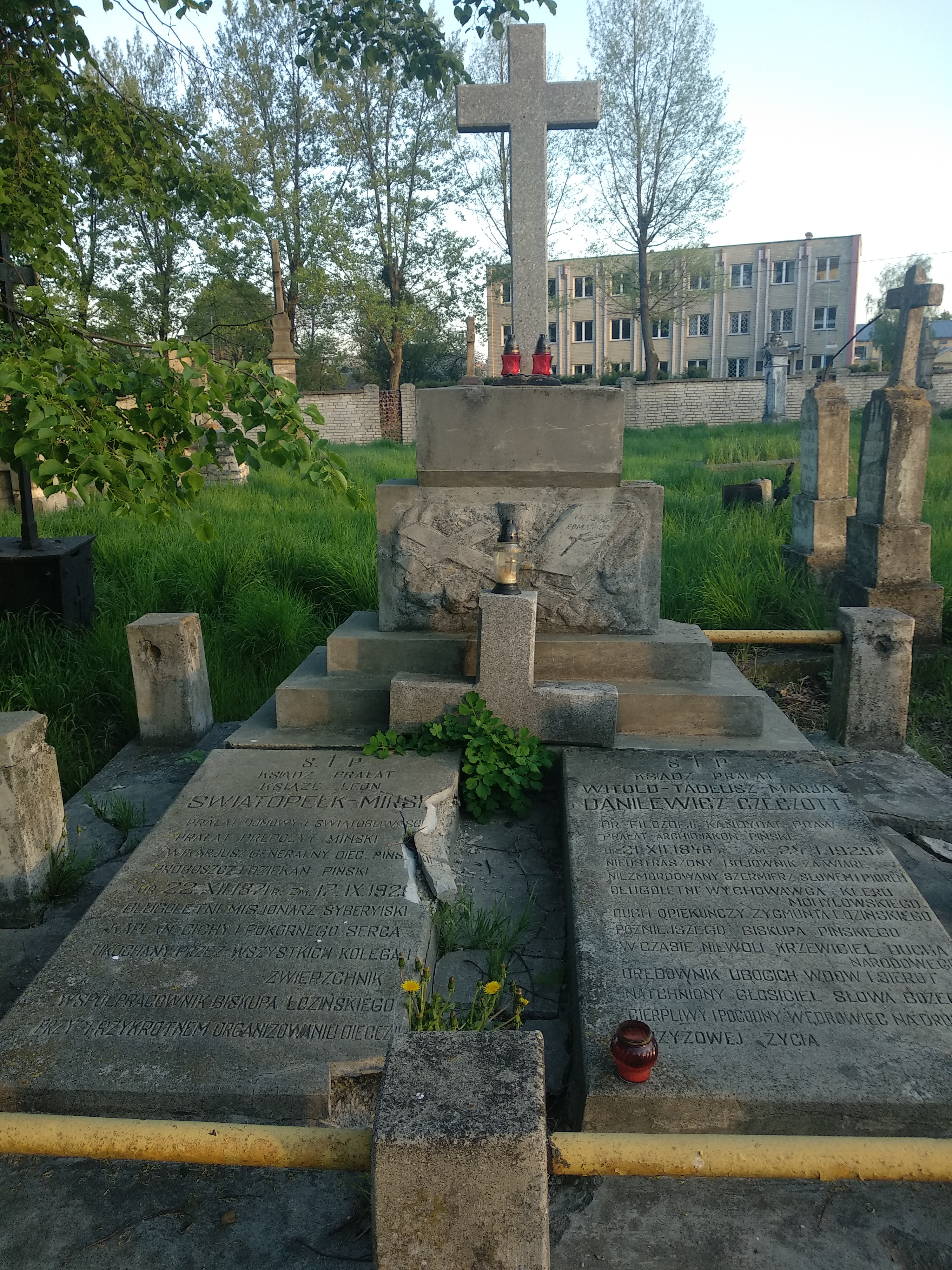
Могилы Леона Святополк-Мирского и Витольда Данилевича-Чачота
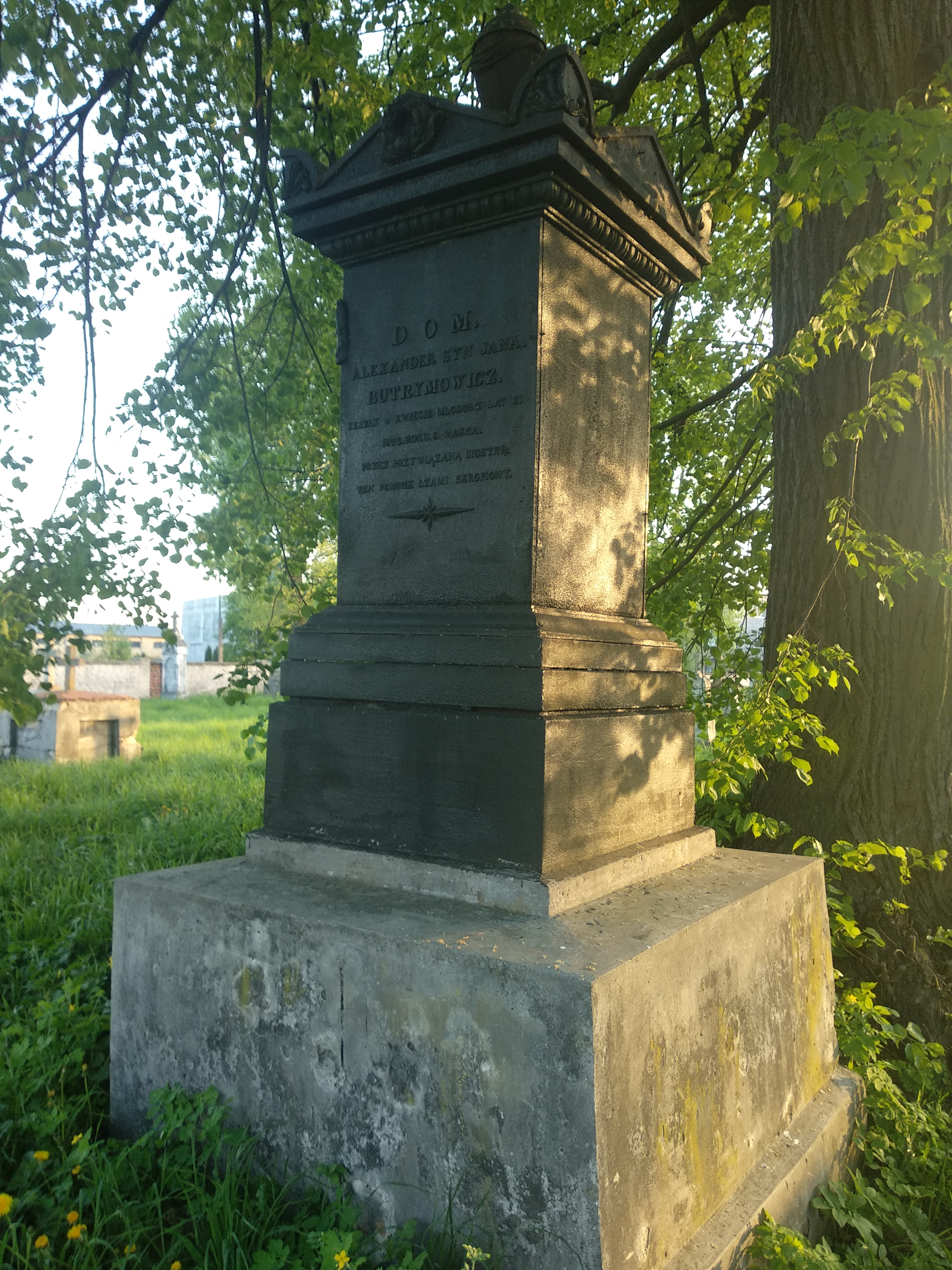
Памятник на могиле Александра Бутримовича (1804—1839)